# ファミリーリンク
Google ファミリーリンク（Google Family Link）は、Googleが提供するファミリー向けペアレンタルコントロールサービスであり、親が子供の端末の制限を変更することができる。このアプリケーションを使用すると、親はコンテンツの制限、アプリのインストール制限の設定などを行うことができる。Googleファミリーリンクは、アプリにリモートアクセスするためにGoogleアカウントが必要である。

## 沿革
このサービスは2017年3月に初めて公開された。Google I/O 2019で、GoogleはAndroid 10にファミリーリンクをネイティブで搭載すると発表した。ファミリーリンクは現在、米国、オーストラリア、日本を含む38カ国で利用可能である。
2019年、このアプリはコンテンツ制限、GPS位置特定、「就寝時間」の制限機能を追加した。

## 評価
テックレーダーのアンドリュー・ウィリアムズは、自身のブログ投稿のひとつで、このサービスが「子供たちがデバイスをどのように使っているか、そして潜在的に彼らがデバイスで見ているコンテンツについても素晴らしい洞察を与えてくれる」と述べている。
ザ・ヴァージのアシュリー・カルメンは、自身のブログ投稿の中で、「幼い子供のGoogleデータプロファイルを構築することに若干の警戒心を抱いている」と述べている。

## 対応端末
子供はAndroid 7.0以降で使える（iOSは非対応） 大人はiOSは9.0以降、Androidは5.0以降

## 制限できる機能
- アプリのインストール制限
- 見れるサイトの制限
- 使用時間の制限
- APKのインストール制限
- アプリのブロック
- 対象年齢の制限